# Гетто в Шатилках (Светлогорске)
Гетто в Шати́лках (Светлого́рске) (осень 1941 — конец февраля 1942) — еврейское гетто, место принудительного переселения евреев деревни Шатилки (с 1961 года — город Светлогорск) Гомельской области и близлежащих населённых пунктов в процессе преследования и уничтожения евреев во время оккупации территории Белоруссии войсками нацистской Германии в период Второй мировой войны.

## Оккупация Шатилок и создание гетто
В 1938 году в деревне Шатилки жили примерно 1200 человек. Почти все евреи жили на улице Социалистической. Деревня была захвачена немецкими войсками 7 августа 1941 года, и оккупация продлилась до 28 (27) ноября 1943 года. Эвакуироваться смогла или успела только часть евреев.
Полицейскими и исполнителями массовых убийств в Шатилках были начальник полиции Корзун Роберт, командиром специального карательного отряда Коваль, рядовые полицаи Бажичка Альгерд, Манкевич Николай, в полицию шли и целыми семьями — Войтенко, Седлуха, Орловские, Трацевские (Феликс, Альгерд, Франц) и другие.
Реализуя нацистскую программу уничтожения евреев, немцы создавали гетто почти во всех городах и населённых пунктах Беларуси, где проживало еврейское население. Так и в Шатилках осенью 1941 года оккупанты организовали гетто в нескольких соседних еврейских домах. Имущество евреев, оставленное в своих домах, разграбили. Узников использовали на принудительных работах для возведения укреплений вокруг железнодорожного моста. Чтобы не умереть от голода, евреи меняли у односельчан вещи на продукты.

## Уничтожение гетто
В последнюю неделю февраля 1942 года немцы приказали всем евреям собраться якобы для переселения в другое место. Узники поняли, что их собираются убить, и не подчинились приказу. Тогда их жестоко избили и вывели в урочище Чертопаш (или Чертопах), где сейчас расположен микрорайон Октябрьский. По другим свидетельствам, евреев согнали в небольшой лес, на месте которого сейчас район улиц Садовой и Комсомольской.
Обреченным людям приказали выкопать ямы, группами заставляли лечь на дно и расстреливали. Следующей группе приказывали засыпать тела землей и ложиться сверху. У убитых снимали украшения и выламывали золотые зубы. После этой «акции» (таким эвфемизмом нацисты называли организованные ими массовые убийства) имущество убитых поделили среди расстрельной команды.

## Память
Опубликованы неполные списки жертв геноцида евреев в Шатилках. Всего в деревне документально подтверждена гибель 360 (351) евреев.
На месте расстрела евреев Шатилок теперь гостиница «Светлогорск» и дом № 25 микрорайона «Октябрьский». Прямоугольник 25х35 метров — место расстрела — был огорожен и в 1950-60-е годы там стоял скромный обелиск. Осенью 1962 года останки убитых евреев с этого места были перезахоронены. В конце улицы Лазо есть небольшое поле, с другой стороны которого находится кладбище. На нём на месте перезахоронения останков евреев установлен памятник — в районе 4-го сектора кладбища. Плита с надписью со старого памятника прикреплена к обратной стороне нового памятника, установленного в 2015 году.